# Colors (filme)
Colors (br: As Cores da Violência) é um filme policial de crime e drama norte-americano de 1988, estrelando Sean Penn e Robert Duvall e dirigido por Dennis Hopper. O filme se passa no final dos anos 1980 e centra-se em Bob Hodges (Duvall), um experiente oficial do Departamento de Polícia de Los Angeles (C.R.A.S.H.), e seu parceiro novato, Danny McGavin (Penn), que tentam parar a violência de gangues entre os Bloods e os Crips e as gangues de rua hispânicas nos bairros de South e East Los Angeles. Colors relançou Hopper como diretor 19 anos depois de Easy Rider e inspirou discussões sobre sua representação da vida e da violência das gangues.

## Elenco
- Sean Penn como oficial Danny McGavin (apelidado Pac Man)
- Robert Duvall como oficial Bob Hodges
- Glenn Plummer como Clarence 'High Top' Brown
- Grand L. Bush como Larry Sylvester (apelidado Looney Tunes)
- Don Cheadle como Rocket
- Damon Wayans como T-Bone
- Leon Robinson como Killer Bee
- Romeo De Lan como Felipe
- Maria Conchita Alonso como Louisa Gomez
- Trinidad Silva como Leo 'Frog' Lopez
- Gerardo Mejia como Bird
- Mario Lopez como o membro da gangue 21st Street
- Karla Montana como Locita
- Sy Richardson como sargento Bailey da O.S.S.
- Courtney Gains como Whitey
- Allan Moore como atirador de drive by
- Dennis Fanning como policial da gangue
- Tony Todd como veterano do Vietnam

## Trilha sonora
1. "Colors"—4:25 (Ice-T)
2. "Six Gun" (Dr. Dre remix)—4:57 (Decadent Dub Team)
3. "Let the Rhythm Run"—3:22 (Salt-n-Pepa)
4. "Raw" (original mix)—4:06 (Big Daddy Kane)
5. "Paid in Full" (Coldcut Remix)—7:07 (Eric B. & Rakim)
6. "Butcher Shop"—3:44 (Kool G. Rap & D.J. Polo)
7. "Mad Mad World"—4:47 (The 7A3)
8. "Go on, Girl"—3:03 (Roxanne Shanté)
9. "A Mind is a Terrible Thing to Waste"—4:28 (M.C. Shan)
10. "Everywhere I Go (Colors)"—4:34 (Rick James)